# Lista de aeronaves da Ilyushin
Esta é uma lista das aeronaves produzidas pela Ilyushin, uma indústria aeronáutica russa.

## Lista de aeronaves
As aeronaves notáveis da Ilyushin são:

### Caça
- I-21 caça, 1936.
- Il-1 protótipo de caça, 1944.

### Ataque ao solo
- Il-2 Sturmovik aeronave de ataque ao solo, designação OTAN "Bark", 1939, aeronave militar mais produzida de todos os tempos.
- Il-8, protótipo de ataque ao solo, 1943.
- Il-10, aeronave de ataque ao solo, designação OTAN "Beast", 1943.
- Il-16 protótipo de ataque ao solo desenvolvido a partir do Il-10, 1945.
- Il-20 (1948) protótipo de ataque ao solo, 1948.
- Il-40 "Brawny" protótipo de ataque ao solo a jato, 1953.
- Il-102 aeronave de ataque ao solo experimental a jato, projeto cancelado, 1982.

### Bombardeiro
- DB-3 bombardeiro de longo alcance, 1935.
- Il-4 "Bob" bombardeiro/torpedeiro desenvolvido a partir do DB-3, 1939.
- DB-4 bombardeiro de longo alcance, 1940.
- Il-6 protótipo de bombardeiro de longo alcance desenvolvido a partir do Il-4, 1942.
- Il-22 protótipo de bombardeiro a jato, 1947.
- Il-28 "Beagle" e "Mascot" treinador/bombardeiro médio, 1949.
- Il-30 protótipo de bombardeiro de asa enflechada desenvolvido a partir do Il-28, 1951.
- Il-46 protótipo de bombardeiro a jato desenvolvido a partir do Il-30, 1952.
- Il-54 "Blowlamp" protótipo de bombardeiro supersônico, 1955.

### Transporte
- Il-12 "Coach" aeronave de transporte bimotor, 1945.
- Il-32 protótipo de planador de transporte, 1948.
- Il-34 versão motorizada do Il-32.
- Il-76 "Candid", transporte aéreo tático, 1971.
  - Il-78 "Midas", versão para reabastecimento aéreo do Il-76, 1982.
  - Il-82 posto de comando desenvolvido do Il-76.
- Il-106 proposta de transporte militar pesado.
- Il-112 protótipo de transporte militar leve.
- UAC/HAL Il-214 aeronave de transporte militar média experimental.
- Il-476 designação interna para o Il-76MD-90A.

### Comercial
- Il-14 "Crate" avião comercial bimotor desenvolvido a partir do Il-12, 1950.
- Il-18 "Clam" (1946) protótipo de avião comercial quadrimotor, 1946.
- Il-18 "Coot" avião comercial turboélice, 1957.
- Il-62 "Classic" avião comercial a jato de longo alcance, 1963.
- Il-86 "Camber" avião comercial a jato wide-body de médio alcance, 1976.
  - Il-80 "Maxdome" posto de comando desenvolvido a partir do Il-86, 1985.
  - Il-87 "Aimak" versão de controle em voo do Il-86.
- Il-96 avião comercial a jato wide-body de longo alcance desenvolvido a partir do Il-86, 1988.
  - Il-98 versão para reabastecimento aéreo do Il-96.
- Il-100 aeronave leve multi-propósito.
- Il-108 protótipo de jato executivo, projeto abandonado, 1990.
- Il-114 aeronave regional, 1990.

### Reconhecimento
- Il-20M "Coot-A" versão de reconhecimento ELINT/radar do Il-18.
- Il-22 "Coot-B" versão de posto de comando do Il-18.
- Il-24 "Coot-C" versão de reconhecimento de gelo similar ao Il-20M, 1948.
- Il-38 "May" aeronave de patrulha marítima/antissubmarino desenvolvido a partir do Il-18, 1971.
- Il-140 versão AWACS do Il-114.
- A-50 Shmel (da Beriev), uma versão AWACS do Il-76, designação OTAN "Mainstay", 1978.
- A-100 Premier (da Beriev), versão AWACS do Il-76MD-90A.

### Treinador
- Il-103 treinador leve, 1994.

### Experimental
- Il-26 projeto de bombardeiro de longo alcance, 1947.
- Il-36 protótipo
- Il-42 projeto de ataque ao solo
- Il-52 projeto de asa voadora bombardeira.
- Il-56 projeto de bombardeiro.
- Il-64 projeto de avião comercial.
- Il-66 (1959) projeto de transporte supersônico, 1959.
- Il-66 projeto de transporte militar.
- Il-70 projeto de avião comercial de curto alcance, 1961.
- Il-72 projeto de avião comercial supersônico desenvolvido a partir do Il-66, 1961.
- Il-72 (1964) projeto de avião comercial de médio alcance, 1964.
- Il-74 projeto de avião comercial, 1966.
- Il-84 versão de busca e salvamento do Il-76, projeto cancelado, 1989.
- Il-90 avião comercial de longo alcance proposto, 1988.
- Il-118 versão proposta de bimotor turboélice do Il-18.
- Il-196 long-range airliner project.
- A-60 laboratório laser em voo experimental desenvolvido a partir do Il-76MD, 1981.

## Galeria
|  |  |  |
|  |  |  |